# Боровички рејон
Боровички рејон (рус. Боровичский район) административно-територијална је јединица другог нивоа и општински рејон у источном делу Новгородске области, на северозападу европског дела Руске Федерације.
Административни центар рејона је град Боровичи. Према проценама националне статистичке службе Русије за 2014, на територији рејона је живело 67.162 становника или у просеку око 22,1 ст/км².

## Географија
Боровички рејон смештен је у источном делу Новгородске области, на подручју Валдајског побрђа. Обухвата територију површине 3.137,9 км² и по том параметру на 6. је месту међу рејонима у области (од укупно 21 рејона). Граничи се са Мошенским рејоном на истоку, на североистоку је Хвојњански, на северу Љубитински, а на западу Окуловски рејон. На југу су Бологовски и Удомељански рејони Тверске области.
Рејон се налази у басену реке Мсте која на том подручју протиче у правцу југоисток-северозапад. Највећа притока Мсте на подручју рејона је река Увер, а значајнији водоток је и река Сјежа на крајњем југоистоку. У југозападном делу рејона налази се речица Понеретка, највећа понорница у области. Рејон је познат по бројним језерима од којих је највеће језеро Пирос које се налази уз границу са Тверском облашћу. У источном делу рејона, као и на крајњем југу налазе се значајнија пространства мочварног типа.
Део тока реке Мсте, на потезу од села Опеченски Посад до засеока Шиботово добио је назив Боровичке каскаде (рус. Боровичские пороги), због бројних брзака који се налазе на том делу тока. на око 30 километара тока у том делу пад реке је око 70 метара, и постоји преко 50 брзака.
Знатан део рејонске територије је под шумама.

## Историја
Боровички рејон успостављен је 1927. године као административна јединица унутар Боровичког округа тадашње Лењинградске области. У границама Новгородске области је од њеног оснивања 1944. године.

## Демографија и административна подела
Према подацима пописа становништва из 2010. на територији рејона је живело укупно 25.808 становника, док је према процени из 2014. ту живело 67.162 становника, или у просеку 22,1 ст/км². По броју становника Боровички рејон је на првом месту у области.
| 1959.         | 1970. | 1979. | 1989.  | 2002.  | 2010.  | 2014.   |
| ------------- | ----- | ----- | ------ | ------ | ------ | ------- |
| 26.649 91.883 | ---   | ---   | 84.875 | 76.840 | 69.365 | 67.162* |

Напомена: * Према процени националне статистичке службе.
На подручју рејона постоје укупно 324 сеоска насеља подељена на укупно 11 другостепених општина (10 сеоских и 1 градска). Административни центар рејона је град Боровичи који је уједно и једино насеље урбаног типа.